# Равнинная вискача
Равнинная вискача или равнинная вискаша (лат. Lagostomus maximus) — вид млекопитающих из семейства шиншилловых (Chinchillidae).

## Описание
Имеет короткий мягкий мех, серо-коричневый на спине, бледнее по бокам и белый на брюхе. Оба пола имеют белые отметины на щеках и над глазами. Никаких сезонных изменений цвета меха не отмечено. Голова массивная, глаза и уши большие. Передние лапы короткие, задние длинные и мускулистые. На передней ступне четыре длинных, гибких пальца. Задняя ступня вытянута, а три пальца на ней вооружены сильными когтями. У животных выражен половой диморфизм. У самцов массивная голова и чёткая маска на лице, и они намного крупнее самок. Масса самцов составляет от 5 до 8,8 кг, длина тела — 68—82 см, длина хвоста — 15—20 см, длина ушей — 5—6,5 см. Масса самок составляет 3,5—5 кг, длина тела — 53—73 см, длина хвоста — 13—17 см, длина ушей — 5—6 см. Продолжительность жизни в неволе составляет 9 лет.

## Распространение
Вид обитает в северной, центральной и восточной Аргентине, Южном и Западном Парагвае и на юго-востоке Боливии.
Равнинная вискаша живет на равнинах, включая субтропические, влажные низины в северо-восточной Аргентине, сухие кустарники Парагвая, Боливии, северной и центральной Аргентины, засухоустойчивые степи центральной Аргентины и пустынные кустарники. Равнинные вискачи колониальные животные. От одного до трёх самцов и в два—четыре раза больше самок живут в коммунальной системе нор, расположенных от нескольких сантиметров до нескольких метров друг от друга. Размеры выходов из нор зависят от типа грунта и количества жителей (от 12 см до 1 м, наклон норы 10—30 градусов, глубина более 2 м). Палки, кости, коровий помёт и другие объекты равнинные вискаши собирают и размещают вокруг входов в норы, чтобы перебить свой запах и защитить норы от затопления.

## Питание
Равнинные вискаши растительноядные животные, копрофаги. Питаются в зависимости от места проживания травой, листьями, ветками, иногда семенами, стручками, плодами, потребляя большое количество зелёной биомассы.

## Размножение
Брачный период в природе сезонный. Период беременности длится 154 дня, течка продолжается 40 суток и происходит осенью, весной на свет появляются от одного до четырёх детёнышей. Самки достигают половой зрелости уже в возрасте 215 дней (7—8 месяцев). Половое созревание самцов наступает в возрасте 12—16 месяцев.

## Естественные враги
Естественные враги равнинной вискаши — пума (Puma concolor), кошка Жоффруа (Leopardus geoffroyi), парагвайская лисица (Lycalopex gymnocercus), майконг (Cerdocyon thous), малый гризон (Galictis cuja), обыкновенный удав (Boa constrictor).